# Puledro

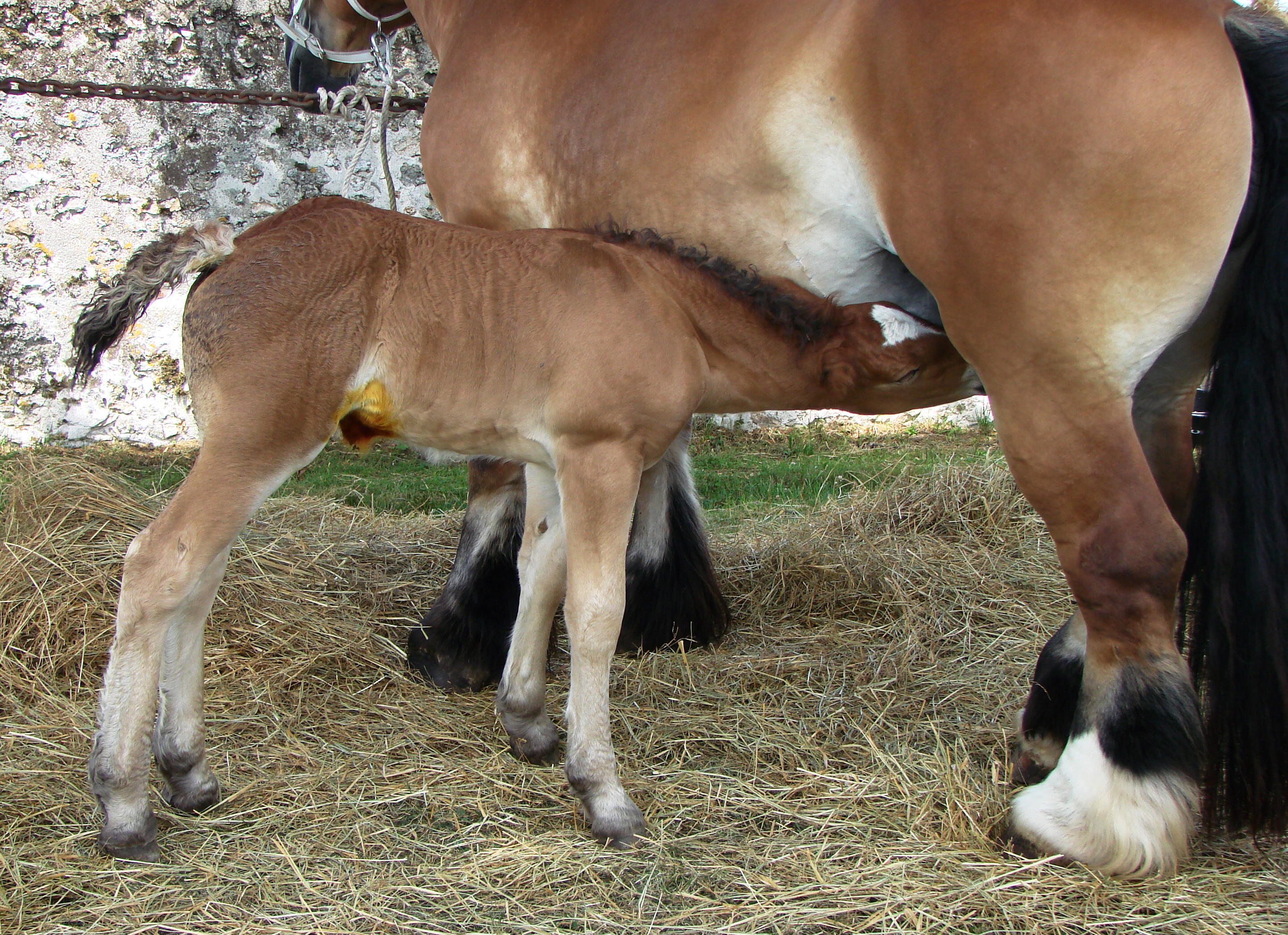
Un puledro allattato. In allevamento, i puledri succhiano il latte per almeno 4 mesi prima di essere svezzati; allo stato brado anche un anno

Il puledro è il cucciolo del cavallo o dell'asino, specificamente è il giovane equino con una età non superiore a sei anni.
I puledri nascono dopo un periodo di gestazione di circa 11 mesi. Il parto di solito avviene rapidamente, come di norma tra gli animali preda, più spesso di notte che di giorno.
Per essere sicuro di avere un buon soggetto dinanzi a sé bisogna sapere che il puledro deve avere arti grandi e robusti con gambe lunghe e muscolose.
Il puledro ha una crescita molto veloce e nei primi tempi può crescere fino a 1 kg al giorno. Nelle prime settimane di vita il puledro trae tutto quanto esso necessita dal latte della madre e viene gradualmente avviato alla dieta adulta. Dalle prime settimane riceve quanto gli necessita dal latte che gli fornisce il nutrimento ma anche gli anticorpi e lo sviluppo del sistema immunitario. Il puledro comunque comincia ad ingerire una dieta solida a partire dall'età di 10 giorni circa.